# Croix de Bonabry
La Croix de Bonabry de Hillion, une commune du département des Côtes-d'Armor dans la région Bretagne en France, est une croix datant du XVIIe siècle. Elle a été classée monument historique le 10 août 1951.
Cette croix en granit est portée par un fût octogonal. Elle est sculptée sur les deux faces. L'une représente le Christ entouré de deux personnages sur des socles décorés d'animaux. L'autre représente une pietà et deux femmes reposant sur des têtes sculptées.

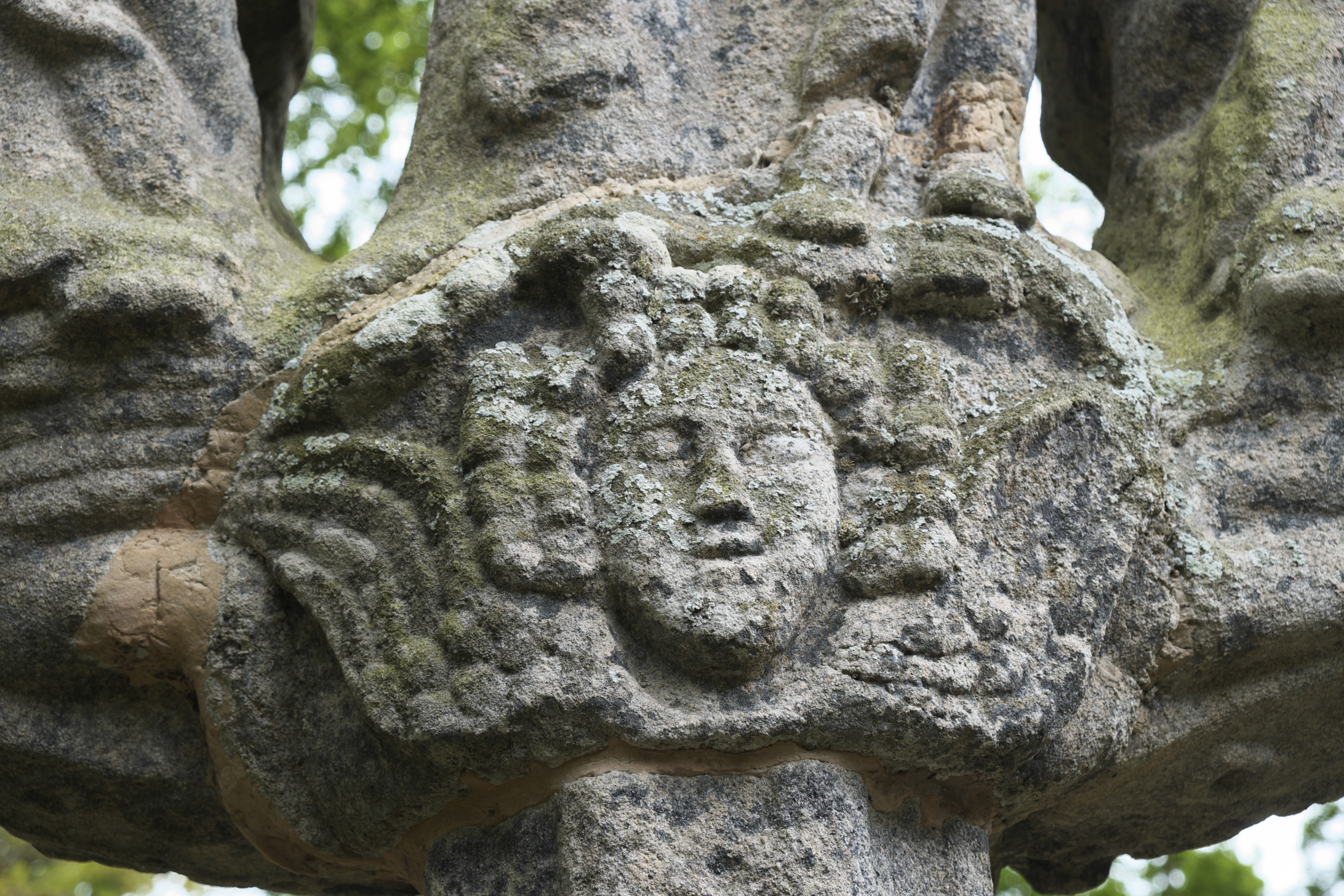
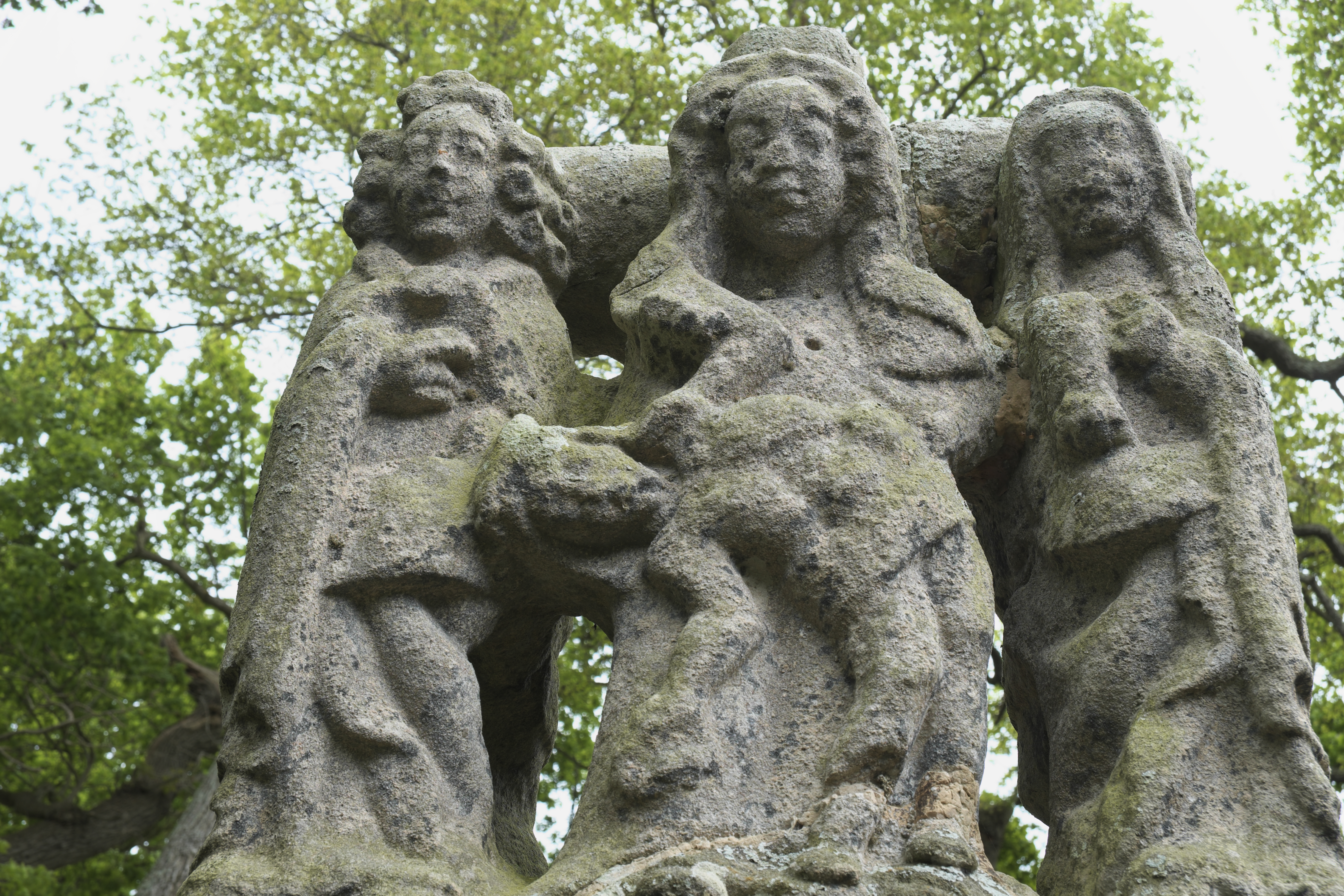